# Cis robustithorax
Cis robustithorax là một loài bọ cánh cứng trong họ Ciidae. Loài này được Pic mô tả khoa học năm 1915.